# Harri Kirvesniemi
Harri Tapani Kirvesniemi, né le 10 mai 1958 à Simpele, est un fondeur finlandais. Détenteur de six médailles de bronze aux Jeux olympiques d'hiver, il remporte huit médailles en Championnats du monde, dont un titre.

## Biographie
Il s'est marié avec la fondeuse Marja-Liisa Kirvesniemi (Hämäläinen).
Harri Kirvesniemi fait ses débuts internationaux aux Jeux olympiques d'hiver de 1980, dont il revient avec une médaille de bronze en relais. Il y est aussi notamment huitième du quinze kilomètres. En 1981-1982, il intègre le nouveau circuit officiel de la Coupe du monde, remportant déjà sa première victoire au quinze kilomètres de Štrbské Pleso. Il gagne aussi deux médailles de bronze aux Championnats du monde 1982 à Oslo, sur le quinze kilomètres et le relais. Il obtient ces mêmes résultats aux Jeux olympiques d'hiver de 1984. À ce point, il finit troisième de la Coupe du monde pour la deuxième fois.
Aux Championnats du monde 1985, c'est sur le trente kilomètres qu'il atteint le podium avec le bronze. Deux ans plus tard, il ne remporte aucune médaille aux Championnats du monde, mais signe sa deuxième victoire en Coupe du monde au quinze kilomètres classique de Canmore.
En 1989, il est plutôt discret jusqu'aux mondiaux à Lahti en Finlande, où il remporte son unique titre en grand championnat sur le quinze kilomètres classique. Il y est aussi médaillé d'argent sur le relais.
Aux Jeux olympiques d'hiver de 1992, il gagne de nouveau une médaille avec celle de bronze au relais. Il fait de même dans cette épreuve lors des éditions 1994 et 1998, portant sa collection à six médailles de bronze, un record. Entre-temps, il ajoute deux médailles d'argent en relais aux Championnats du monde 1995 et 1997. En mars 1994, il met un terme à sept ans d'attente pour une victoire en Coupe du monde en remportant le trente kilomètres de Falun.
En 2000, il enregistre sa plus grande victoire après celle des mondiaux 1989 sur le cinquante kilomètres classique d'Oslo.
Aux Championnats du monde 2001, alors âgé de 42 ans, il est encore quatrième du quinze kilomètres classique et champion sur le relais, avant d'être disqualifié à cause du contrôle antidopage positif de son coéquipier Janne Immonen. On apprend quelques semaines son implication dans le scandale de dopage qui secoue l'équipe finalndaise. Il prend sa retraite sportive directement après cette compétition.
En 1998, il reçoit la Médaille Holmenkollen, plus haute récompense du ski norvégien.
Il gère une société fabricante de skis après sa carrière sportive.

## Palmarès

### Jeux olympiques
| Épreuve / Édition | Lake Placid 1980 | Sarajevo 1984 | Calgary 1988 | Albertville 1992 | Lillehammer 1994 | Nagano 1998 |
| 10 km             |                  |               |              | 6e               | 9e               | 13e         |
| 15 km             | 8e               | Bronze        | 8e           |                  |                  |             |
| 25 km poursuite   |                  |               |              | 11e              |                  |             |
| 30 km             | 18e              | 7e            | 9e           | 10e              |                  | 6e          |
| 50 km             |                  | 4e            | 22e          |                  | 12e              |             |
| 4 × 10 km         | Bronze           | Bronze        | 8e           | Bronze           | Bronze           | Bronze      |

### Championnats du monde
| Épreuve / Édition | Oslo 1982 | Seefeld 1985 | Oberstdorf 1987 | Lahti 1989 | Val di Fiemme 1991 | Falun 1993 | Thunder Bay 1995 | Trondheim 1997 | Ramsau 1999 | Lahti 2001 |
| 10 km             |           |              |                 |            | 6e                 | 18e        | 5e               | 8e             | 13e         |            |
| 15 km             | Bronze    | 6e           | 12e             | Or         |                    |            |                  |                |             | 4e         |
| 25 km Poursuite   |           |              |                 |            |                    |            | 7e               |                |             |            |
| 30 km             |           | Bronze       | 4e              | 4e         | 5e                 | 10e        | 6e               |                |             | 8e         |
| 50 km             | 9e        | 7e           |                 |            |                    |            |                  |                | 13e         |            |
| 4 × 10 km         | Bronze    |              |                 | Argent     | Bronze             |            | Argent           | Argent         |             |            |

### Coupe du monde
- Meilleur classement général : 3e en 1982 et 1984.
- 16 podiums individuels : 6 victoires, 3 deuxièmes places et 7 troisièmes places.
- 5 victoires dans des relais.

#### Victoires
En plus de sa victoire au championnat du monde 1989, qui compte pour la Coupe du monde : 
| Date            | Lieu                 | Pays               | Discipline |
| --------------- | -------------------- | ------------------ | ---------- |
| 19 mars 1982    | Štrbské Pleso        | Tchécoslovaquie    | 15 km      |
| 10 janvier 1987 | Calgary              | Canada             | 15 km TC   |
| 12 mars 1994    | Falun                | Suède              | 30 km TC   |
| 14 janvier 1995 | Nové Město na Moravě | République tchèque | 15 km TC   |
| 11 mars 2000    | Oslo                 | Norvège            | 50 km TC   |

Légende :

TC = classique

TL = libre

#### Classements par saison
| Saison | Classement général |
| ------ | ------------------ |
| 1982   | 3e                 |
| 1983   | 14e                |
| 1984   | 3e                 |
| 1985   | 9e                 |
| 1986   | 17e                |
| 1987   | 9e                 |
| 1988   | 15e                |
| 1989   | 12e                |
| 1990   | 12e                |
| 1991   | 13e                |
| 1992   | 7e                 |
| 1993   | 29e                |
| 1994   | 12e                |
| 1995   | 7e                 |
| 1996   | 21e                |
| 1997   | 29e                |
| 1998   | 38e                |
| 1999   | 33e                |
| 2000   | 14e                |
| 2001   | 57e                |